# Trinitit

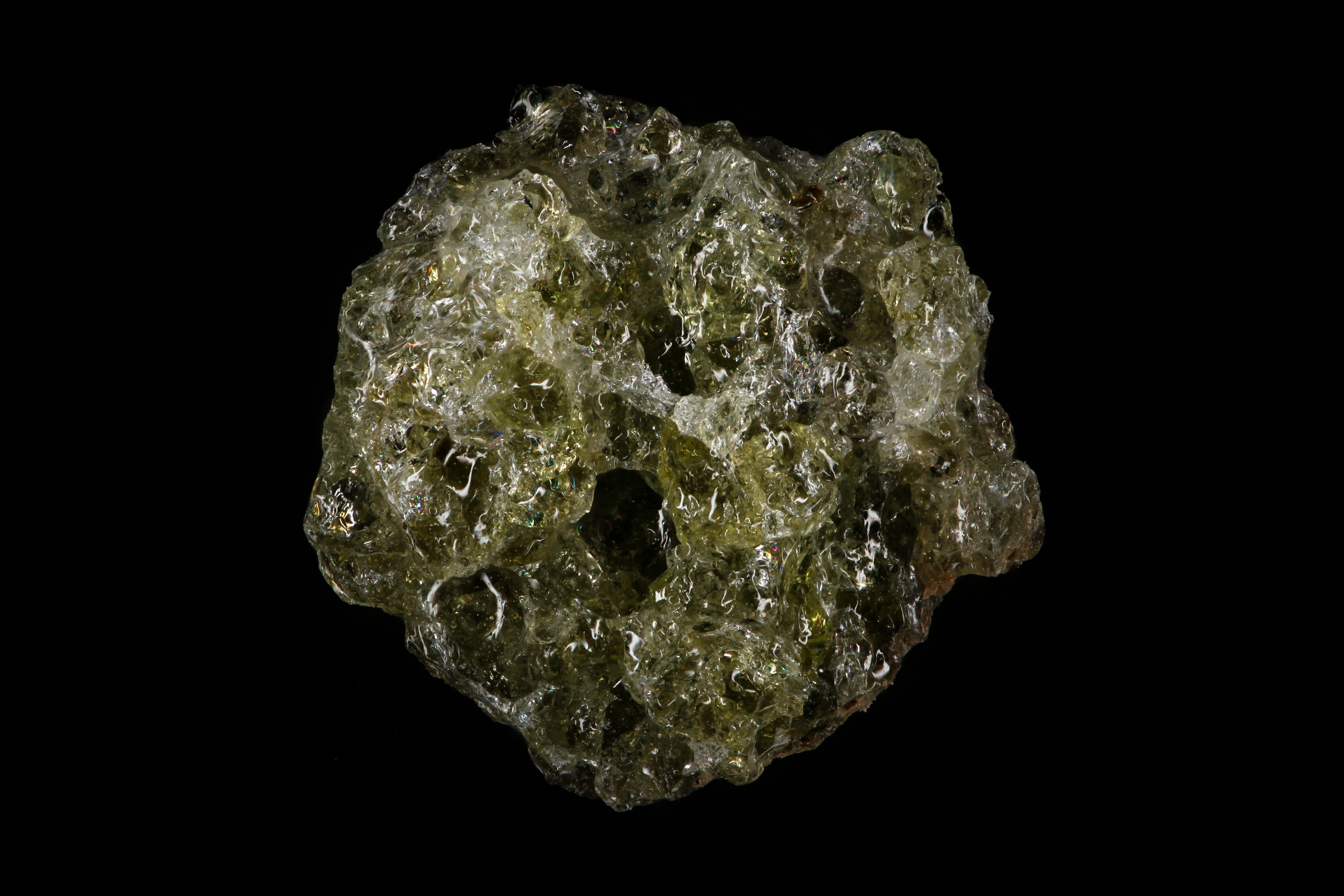
Trinitit, Durchmesser ca. 6 mm

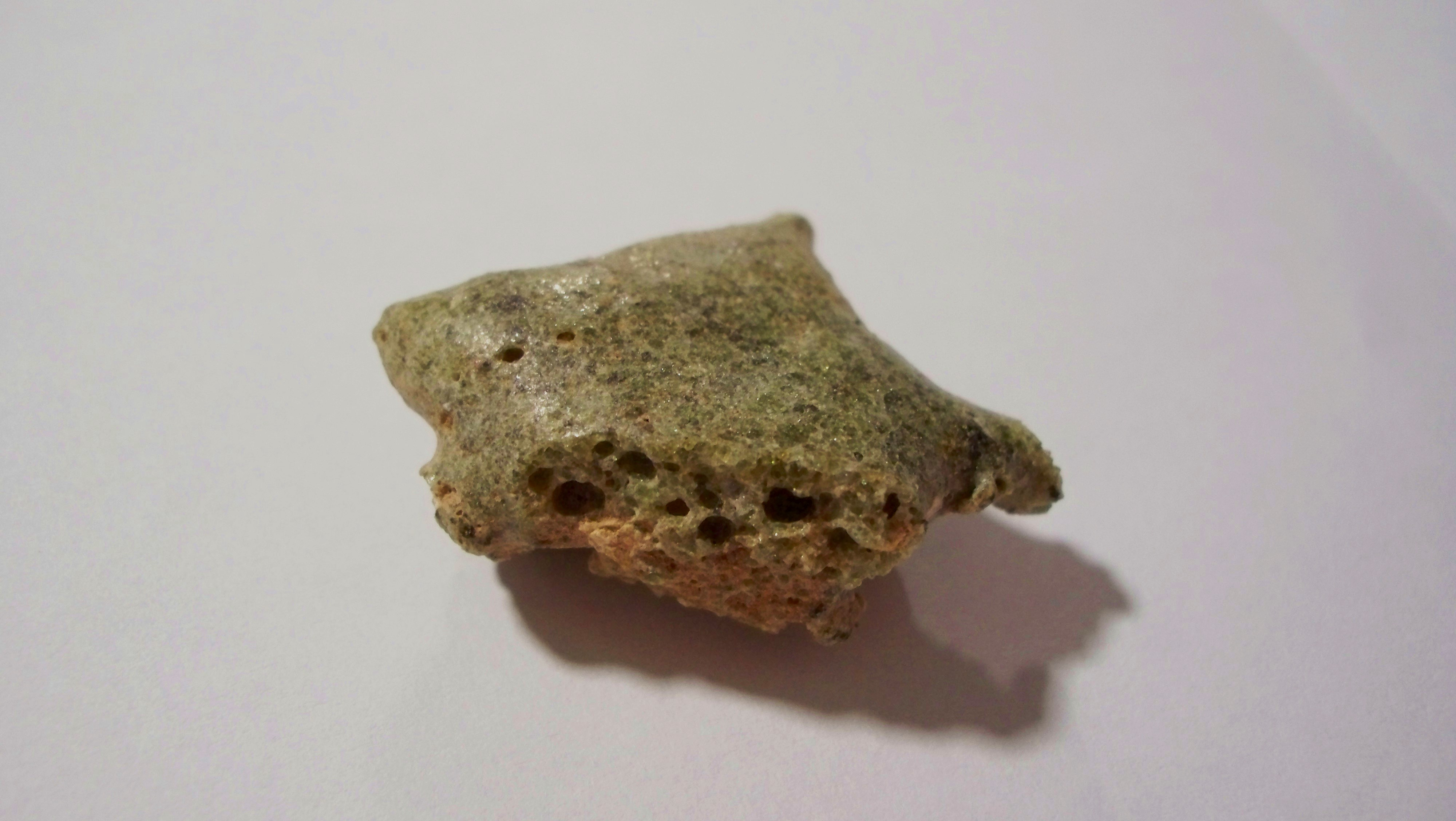
Trinitit

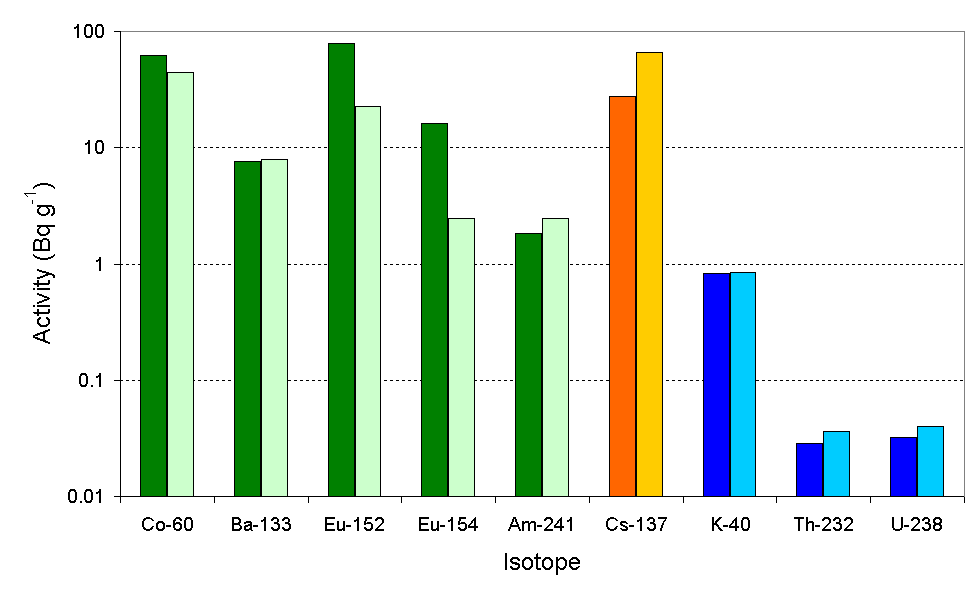
Gammaspektroskopische Messung zweier Proben von Trinitit ca. 60 Jahre nach der Atomexplosion.

Trinitit ist die Bezeichnung für ein künstliches Glas, das erstmals bei der ersten Atombombenexplosion am 16. Juli 1945 – dem sogenannten Trinity-Test – auf dem US-amerikanischen Trinity-Testgelände im Süden von New Mexico entdeckt wurde.

## Beschreibung
Trinitit besteht aus dem bei den hohen Temperaturen der Explosion aufgeschmolzenen und wieder erstarrten silikatischen Bodengrund (Sand) auf dem Testgelände. Eine neuere Hypothese besagt, dass das Material, aus dem der Trinitit entstand, nach der Explosion nicht am Boden schmolz, sondern vom Boden in den Feuerball hineingesogen wurde, vom Himmel herabregnete und wieder erstarrte.
Die grünliche Färbung des Trinitits stammt von eingeschmolzenen Eisenionen. Im Gegensatz zu den petrologisch gleichartigen Fulguriten und Tektiten handelt es sich bei diesem Glas nicht um ein Gestein, da es kein natürlich entstandener Festkörper ist. 
Aufgrund enthaltener Radionuklide ist Trinitit  radioaktiv, in einer Probe wurden spezifische Aktivitäten von Spaltprodukten (90Sr, 137Cs), Aktivierungsprodukten (60Co, 133Ba, 152Eu, 154Eu, 238Pu, 241Pu) und Reste des Kernbrennstoffs (239Pu, 240Pu) sowie drei natürlichen Radionukliden (40K, 232Th, 238U) und ihrer Spaltprodukte bestimmt.
Das Gegenstück, das bei der ersten sowjetischen Atombombenexplosion (1949) auf dem Testgelände bei Semipalatinsk in Kasachstan entstand, heißt Charitontschik (russisch харитончик), benannt nach Juli Chariton.
Im Jahr 2021 gab ein Team um den Physiker Paul Steinhardt bekannt, in Trinitit den bisher unbekannten, von einem Kupfertropfen umhüllten Quasikristall Si61Cu30Ca7Fe2 mit fünfzähliger Symmetrie entdeckt zu haben. Das Kupfer stammt von einem bei dem Test verwendeten Elektrokabel. Es handelt sich um den ältesten bekannten anthropogenen Quasikristall.

## Verwendung
Anfangs wurden Trinitit-Stücke noch an Sammler verkauft. Inzwischen wurde das Gelände eingeebnet und ist nicht mehr zugänglich.
Im Jahr 2015 verwendete der US-amerikanische Künstler Trevor Paglen ein Stück Trinitit im Inneren seines Kunstwerks Trinity Cube. Der äußere Teil des 20 cm × 20 cm × 20 cm großen Würfels wurde aus Glas aus der Sperrzone um das Kraftwerk Fukushima gefertigt. Das Kunstwerk wurde im Rahmen der Ausstellung Don’t Follow the Wind in der Sperrzone aufgestellt.